# خاندان والنتینین
خاندان والنتینین (انگلیسی: Valentinianic dynasty) خاندان فرمانروایی از پنج نسل از سلسله‌ها، از جمله پنج امپراتور روم در طول دوران باستان متأخر بود که نزدیک به صد سال از اواسط قرن چهارم تا اواسط قرن پنجم به طول انجامید. آنها جانشین دودمان کنستانتین (۳۰۶–۳۶۳) شدند و از سال ۳۶۴ تا ۳۹۲ و از سال ۴۲۵ تا ۴۵۵ با فترت بر امپراتوری روم سلطنت کردند (۳۹۲–۳۹۲) ۴۲۳) که طی آن دودمان تئودوسیان حکومت کردند و سرانجام جانشین آنها شدند. تئودوسیان که با خاندان والنتینیان ازدواج کردند، پس از سال ۳۷۹ همزمان در شرق حکومت کردند.